# Биддер, Фридрих Генрих
Фри́дрих Эрнстович Биддер (нем. Georg Friedrich Karl Heinrich Bidder; 1810—1894) — российский физиолог и анатом немецко-балтийского происхождения, профессор и ректор Императорского Дерптского университета, член-корреспондент (1857) и почётный член (1884) Петербургской Академии наук.

## Биография
Родился 28 октября (9 ноября) 1810 года в семье управляющего имением Треппенгоф в Валкском уезде Лифляндской губернии (ныне село Трапене Смилтенского края Латвии). Проучившись три года в частной школе в Риге и окончив затем гимназию в Митаве, он в течение шести лет обучался на медицинском факультете Дерптского университета. Получив в 1834 году в нём степень доктора медицины, изучал анатомию в Берлинском университете у выдающихся немецких анатомов Иоганна Мюллера и Фридриха Хенле. Закончив академический год, вернулся в Дерптский университет, где получил место проректора и в 1836 году — экстраординарного профессора анатомии. В 1842 году он стал ординарным профессором анатомии Дерптского университета, а в 1843 году заменил на кафедре физиологии и патологии Альфреда Фолькмана.
С 21 августа 1856 года — действительный статский советник.
С 13 января 1858 года по 5 февраля 1865 года Биддер был ректором университета. В 1869 году вышел в отставку заслуженным профессором. В 1879 году был удостоен Петербургской академией наук золотой медали Бэра. С 21 марта 1884 года — вновь на службе; был совещательным членом Медицинского совета министерства внутренних дел.
У Биддера было два сына, один из которых стал известным акушером в Санкт-Петербурге, а второй — врачом общей практики.
Умер утром 10 (22) августа 1894 года в Юрьеве.
Именем Биддера названы две анатомические структуры:
- Ганглий Биддера: ганглий, расположенный в нижней части перегородки предсердия (иногда называемый вентрикулярным ганглием);
- Орган Биддера: сферический, коричневого цвета, репродуктивный орган самцов жаб.

Им были выполнены важные исследования симпатической нервной системы (совместно с А. Фолькманом), а также спинного мозга (совместно со своим учеником Карлом Купфером).

## Исследование желудочного сока и метаболизма
Книга «Пищеварительные соки и обмен веществ» содержит итоги многолетней, совместной с химиком Карлом Шмидтом, работы. На титульном листе книги написано на немецком языке: «Die Verdauungssaefte und der Stoffwechsel. Eine physiologisch-chemische Untersuchung von Dr. F. Bidder und Dr. C. Schmidt Proffesoren in Dorpat. Mit fünf Tafeln graphischer Darstellungen. Mitau und Leipzig, G.A. Reyher`s Verlagsbuchhandlungen. 1852».